# São Martinho do Campo
São Martinho do Campo is een plaats (freguesia) in de Portugese gemeente Santo Tirso en telt 3736 inwoners (2001).